# Murina tiensa
Murina tiensa és un ratpenat del gènere Murina que viu al nord i el centre del Vietnam. L'espècie és coneguda a partir de tres exemplars trobats a la Reserva Natural de Kim Hy (Bắc Kạn) el 2006 i el 2007, així com un quart exemplar capturat al Parc Nacional de Pu Mat (Nghe An) el 1998.
M. tiensa és una espècie gran de Murina. Els pèls de la part superior del cos tenen l'arrel d'un color groc clar que es va enfosquint fins a convertir-se en marró vermellós a la punta. La part inferior del cos és d'un color blanc brut. Les galtes són una mica més fosques. La membrana caudal està endurida. L'avantbraç mesura 35,2–40,1 mm de llargada i les orelles 15,6–17,2 mm.